# José Rodríguez Carballo

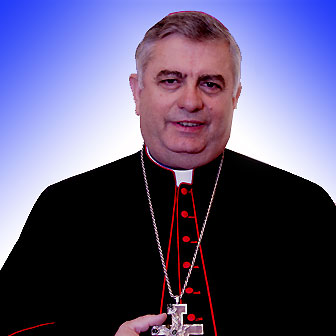
Erzbischof José Rodríguez Carballo

Erzbischofswappen

José Rodríguez Carballo OFM (* 11. August 1953 in Lodoselo, Galicien) ist ein spanischer römisch-katholischer Ordensgeistlicher und Erzbischof von Mérida-Badajoz. Er war von 2003 bis 2013 Generalminister des Franziskanerordens und anschließend bis 2023 Kurienerzbischof.

## Leben
José Rodríguez Carballo besuchte ab 1964 das Ordensseminar der Franziskaner der Ordensprovinz Santiago de Compostela. Am 31. Juli 1970 trat er der Ordensgemeinschaft der Franziskaner bei.
Nach dem Noviziat und der ersten Profess am 9. August 1971 studierte Rodríguez Theologie in Santiago de Compostela und in Jerusalem. Am 8. Dezember 1976 legte er in der Verkündigungsbasilika in Nazareth die Ewigen Gelübde ab. Am 28. Juni 1977 empfing er das Sakrament der Priesterweihe in der Salvatorkirche der Franziskaner in Jerusalem. 1978 erlangte er am Studium Biblicum Franciscanum in Jerusalem das Lizenziat der Biblischen Theologie. Das anschließende Studium der Bibelwissenschaften am Päpstlichen Bibelinstitut in Rom schloss er 1981 mit dem Lizentiat ab. Im selben Jahr kehrte er nach Galizien zurück und wurde mit verschiedenen Aufgaben in seine Ordensprovinz betraut.
Von 1982 bis 1992 lehrte Rodríguez als Professor für Biblische Theologie am Priesterseminar von Vigo und an der Theologischen Fakultät der Universität Santiago de Compostela. Parallel war er Novizenmeister im Kloster von San Diego de Canedo (Pontevedra), Guardian des Klosters von Santiago de Compostela sowie Provinzaloberer der franziskanischen Provinz von Santiago. Von 1989 bis 1997 war er Präsident der galizischen Ordenskonferenz (span.: Conferencia de Religiosos de Galicia). Von 1993 bis 1997 war er Präsident der Union des Frères Mineurs d’Europe (UFME), des Europäischen Rates der franziskanischen Ordensoberen.
Von 1997 bis 2003 war Rodríguez Generaldefinitor des Franziskanerordens und Generalsekretär für Ausbildung und Studien. Am 5. Juni 2003 wurde er zum 119. Generalminister gewählt. Auf dem Generalkapitel am 4. Juni 2009 wurde er im Amt bestätigt. 2004 wurde er in die Kongregation für die Evangelisierung der Völker berufen. 2005 nahm er am Weltjugendtag in Köln teil. Im November 2012 wurde er für die dreijährige Amtszeit von 2013 bis 2015 zum Präsidenten der Union der Generaloberen gewählt. Gemäß den kanonischen Bestimmungen endete seine Amtszeit mit dem Tag seiner Bischofsweihe.
Am 6. April 2013 ernannte ihn Papst Franziskus zum Titularerzbischof von Bellicastrum und zum Sekretär der Kongregation für die Institute geweihten Lebens und für die Gesellschaften apostolischen Lebens. Die Bischofsweihe spendete ihm Kardinalstaatssekretär Tarcisio Bertone SDB am 18. Mai desselben Jahres; Mitkonsekratoren waren Carlos Kardinal Amigo Vallejo OFM, emeritierter Erzbischof von Sevilla, und Julián Barrio Barrio, Erzbischof von Santiago de Compostela. Als Wahlspruch wählte er Scio enim cui credidi (2 Tim 1,12 ) (dt. „Ich weiß, wem ich geglaubt habe“).
Am 14. September 2023 ernannte ihn Papst Franziskus zum Koadjutorerzbischof von Mérida-Badajoz. Seine bisherigen Funktionen bei der Kurie übte er noch bis zum 31. Oktober 2023 aus. Die Amtseinführung als Koadjutor im Erzbistum Mérida-Badajoz fand am 25. November desselben Jahres statt.
Mit dem Rücktritt von Celso Morga Iruzubieta am 29. Juni 2024 folgte er diesem als Erzbischof von Mérida-Badajoz nach.
Er spricht Spanisch, Italienisch, Portugiesisch, Französisch und Englisch.